# Сантьягу-де-Богаду
Сантьягу-де-Богаду (порт. Santiago de Bougado)  —  район (фрегезия) в Португалии,  входит в округ Порту. Является составной частью муниципалитета  Трофа. Находится в составе крупной городской агломерации Большой Порту. По старому административному делению входил в провинцию Дору-Литорал. Входит в экономико-статистический  субрегион Аве, который входит в Северный регион. Население составляет 6759 человек на 2001 год. Занимает площадь 14,5 км².
Покровителем района считается Иаков Зеведеев (порт. São Tiago). 